# Ajinomoto

Logo van Ajinomoto

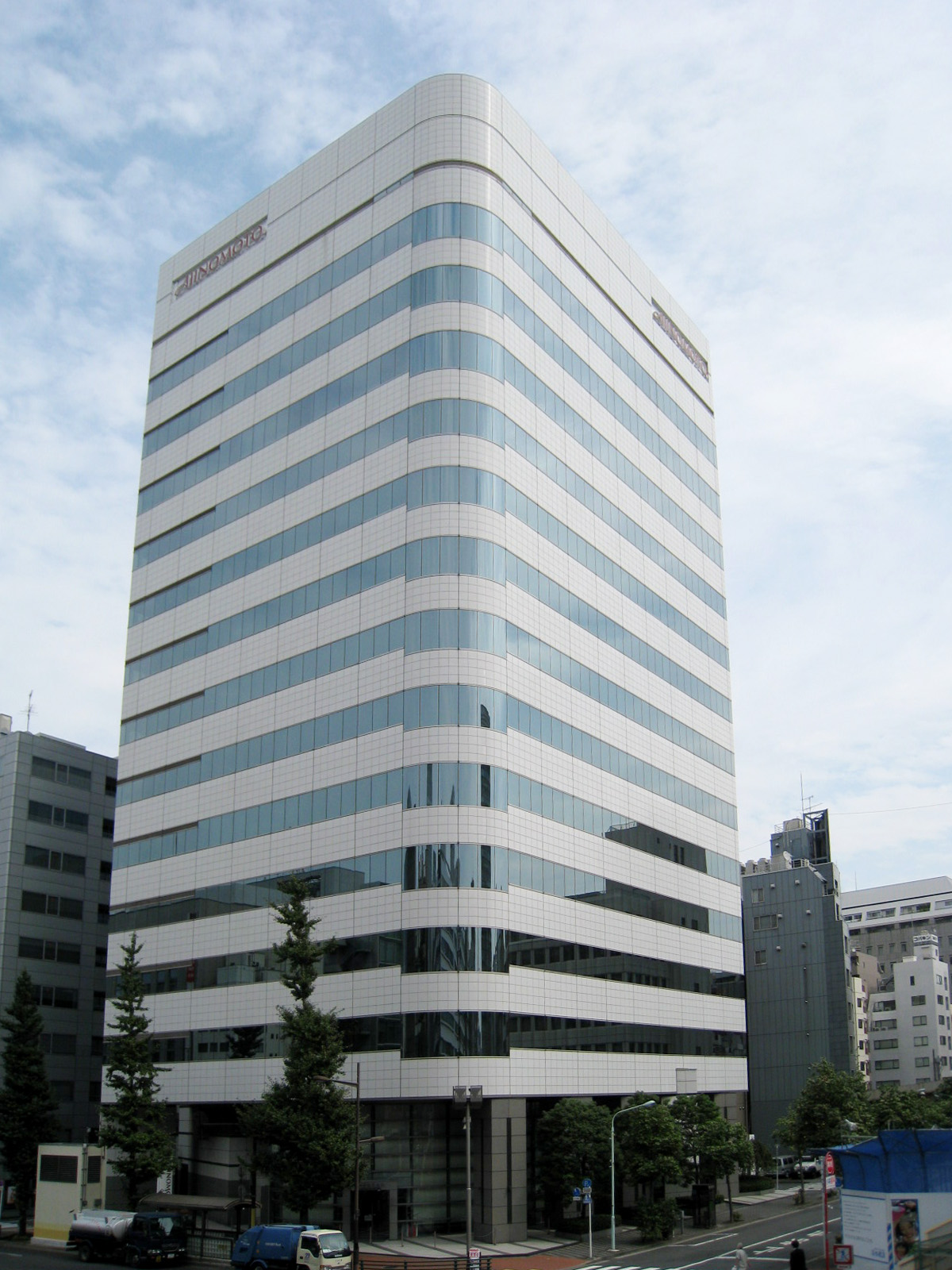
Het hoofdkwartier van Ajinomoto in Kyobashi (Chuo)

Ajinomoto Co., Inc. (味の素株式会社, Ajinomoto Kabushiki-gaisha) is een Japans bedrijf in smaakversterkers, gedroogde kruiden, bakolie, zoetstoffen, aminozuren en medicijnen. Met een marktaandeel van 40% is Ajinomoto 's werelds grootste producent van aspartaam.
De letterlijke vertaling van Aji no Moto is “Essentie van smaak”. De merknaam Ajinomoto wordt gebruikt als aanduiding voor mononatriumglutamaat (MNG). Dat komt doordat Ajinomoto een van de grootste producenten ter wereld is van MSG, ongeveer 33%. Het hoofdkantoor bevindt zich in Chuo, Tokio in Japan.
Ajinomoto is actief in 100 landen en heeft ongeveer 24000 mensen in dienst. De jaarlijkse omzet bedraagt 9,84 miljard dollar.